# Язловец
Язловец (укр. Язловець) — село в Бучачской городской общине Чортковского района Тернопольской области Украини.
Код КОАТУУ — 6121288401. Население по переписи 2001 года составляло 586 человек. В 2021 году в селе проживает несколько сотен жителей.

## Географическое положение
Село Язловец находится на крутом левом берегу реки Ольховец, в месте впадения в неё речушки Язловчик (Язловка; от которой и получило название); выше по течению Ольховца на расстоянии в 2 км расположено село Залещики (между сёлами близ Язловца — водяная мельница), ниже по течению на расстоянии в 1 км расположено село Новосёлка (водяная мельница), выше по течению реки Язловчик примыкает сёла Бровары и Предместье.
В с. Язловец имеется санаторий-профилакторий, в окружении леса (преим. граб) и меандра реки (климатическая курортная местность; курорт основал др. Гроссманн).

## История

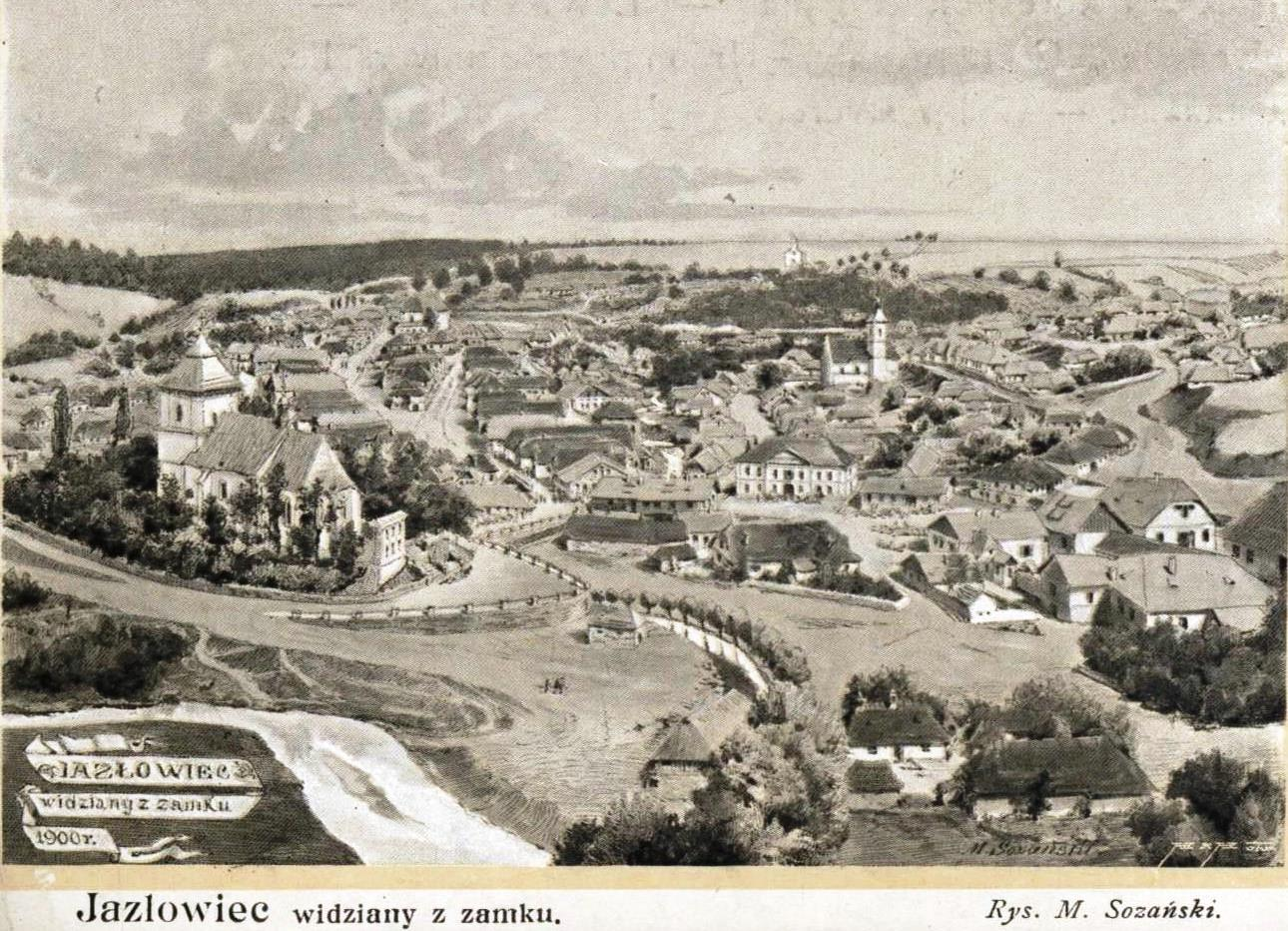
Язловец, на рисунке, 1939 год

В 1406 году король Владислав II Ягайло отдал Язловец старосте Джерславу Конопке, который по настоянию великого князя литовского Витольда Кейстутовича отдал имение Теодорику из Бучача. По другим данным, к 1417 г. Язловец попал в руки Бучацких герба Абданк, поселившись в Язловце, приняли фамилию Язловецкие.
- Кроме Бучачских городом владели Язловецкие, Радзивилы, Конецпольские. Село известно с первой половины XIV века, когда здесь появился хорошо укреплённый замок, окруженный глубокой долиной реки.
- Замок перестраивался в начале XVI и XVII вв. Его безуспешно штурмовал Б. Хмельницкий (1649), захватили (1672 г.) и перестраивали турки, которых взял измором (осадой) А. Потоцкий (1684).
- В 1644—1659 гг. замок был частично разобран для строительства по соседству дворца Понятовских, окружённого ныне старым запущенным парком (санаторий). Затем дворец использовался в качестве монастыря и заведения по воспитанию Сестёр непорочных.

…В середине XV века Язловец становится крупным центром торговли, конкурировавшим даже со Львовом и привлекшим к себе множество предприимчивых людей. Здесь появляются крупные армянская и еврейская общины. Их силами в XVI в. возводятся ренессансные Армянская церковь (1551 г., в 1810 г. перестроенная в православную церковь Святого Николая, реставрирована 1990) и оборонная синагога (полностью разрушенная). Западное христианство в Язловце было представлено общиной кальвинистов, появившейся во второй половине XVI в., а в архитектурном плане — величественным оборонным доминиканским Успенским костёлом (1590). В нём нашёл своё последнее пристанище Н. Гомулка, известный польский композитор. В XVIII веке с утратой Язловцом торгового значения [вдали от торгово-транспортных путей] местечко приходит в упадок. О том, что Язловец в прошлом был больше чем село, напоминает ратуша, построенная в виде миниатюрной крепости и приспособленная под детский сад.
- В 1946 году переименовано в село Яблоновка[3]
- В 1991 году возвращено историческое название[4].

- До 2020 года село входило в Бучачский район.

## Достопримечательности
- Замок Язловецких.
- Дворец Язловецких.
- Успенский костел.
- Монастырь сестер Непорочного зачатия.

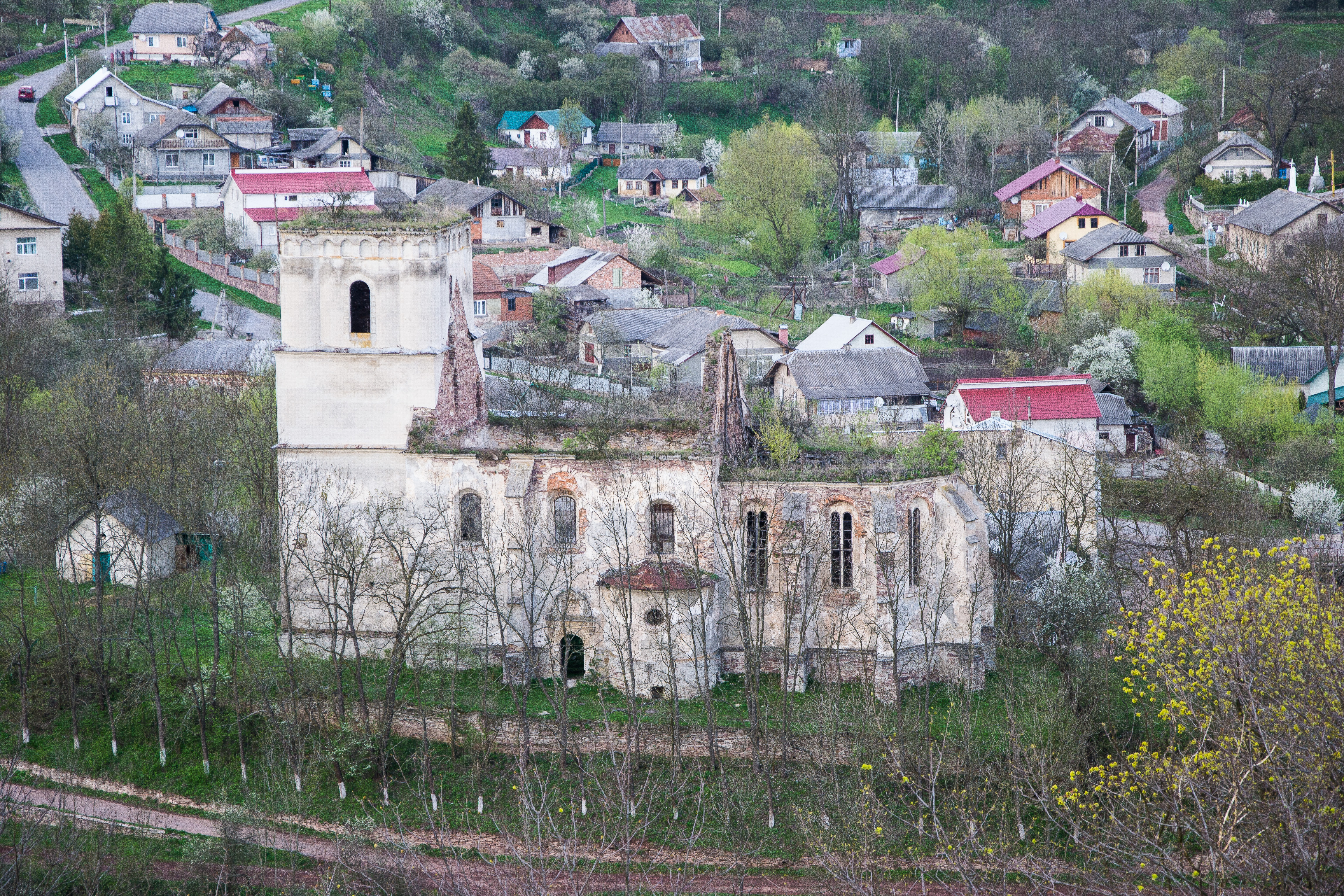
Успенский костел
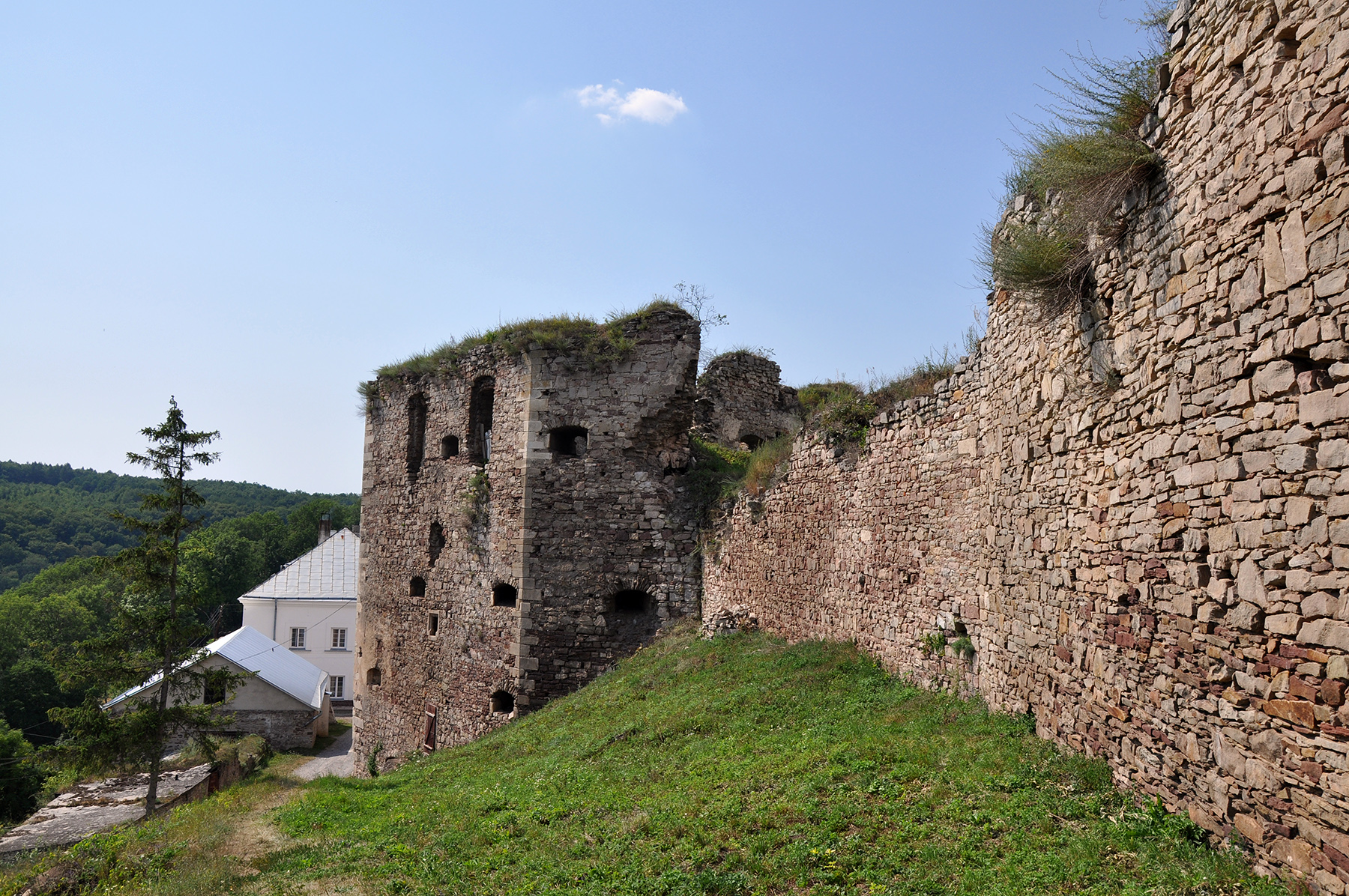
Замок Язловецких
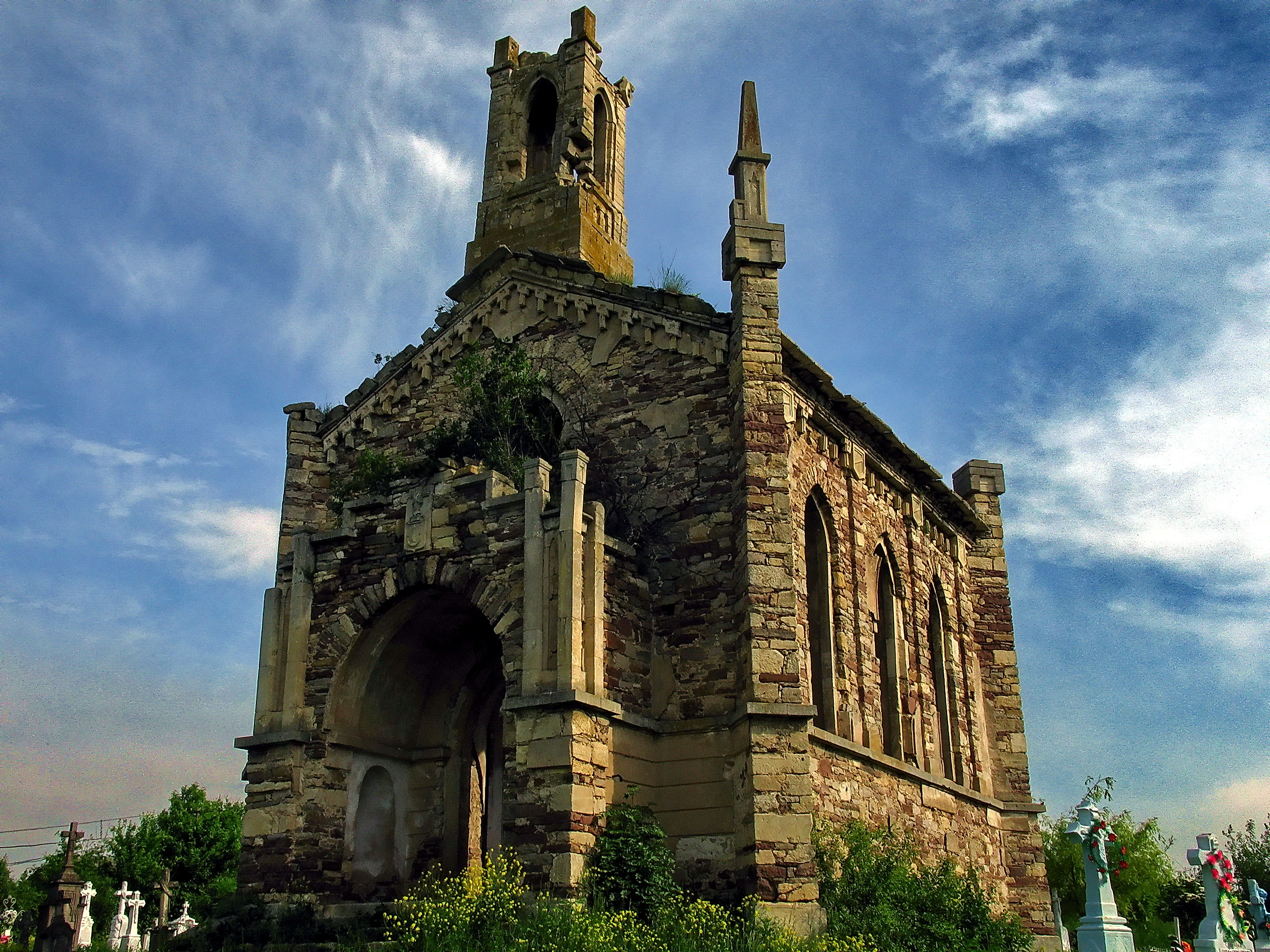
Часовня на кладбище

## Объекты социальной сферы
- Школа.
- Дом культуры.
- Фельдшерско-акушерский пункт.
- Санаторий-профилакторий.